# イネガル奏法
イネガル奏法（イネガルそうほう、仏:  notes inégales）とは、バロック音楽および古典派音楽の時代に行われていた演奏手法である。記譜上では均等に書かれている2音の長さの一方を長く、一方を短く演奏する奏法である（inégalesとは「不均等な」という形容詞）。単純な装飾法の一形式であり、簡素で角ばったリズム形に、優雅さや趣、ときには力強さを与える。この奏法は17世紀から18世紀にかけてフランスで確立し、また他のヨーロッパの国々にも浸透していった。

## 適用条件
イネガル奏法が適用される条件は、順次進行の旋律で、拍を分割していることである。正確にいえば、拍子記号の分母の数字よって表示される基本的な拍単位（4/4拍子であれば4分音符、3/8拍子であれば8分音符）を分割する、一対の音符であることである。拍単位そのものを表す音価の音符には適用しない。
また、具体的にどの音価にイネガル奏法を適用するかは、拍子によって確定される。バロック時代のフランスにおいては、未だテンポと拍子が強い結びつきを持っていたからである。テンポが速ければより大きな音価の音符に、テンポが遅ければより小さな音価の音符にイネガル奏法を適用しなければならない。例えば、多くの拍子では8分音符が不均等となるが、アルマンドなどの遅い4拍子などでは、16分音符が不均等となる。

## 適用されない条件
- 非音階進行の音符、とりわけ分散和音的なもの。
- 曲の始めにイネガル奏法を適用しないという指示（Note egales, Egalement, Detachezなど）がある場合。
- 音符が3つずつ連なる場合。
- 点やテヌートがついている場合。
- 4音以上にスラーがつく場合。
- 休符、シンコペーション、同一音の繰り返しがある場合。
- テンポが速すぎる場合。
- 優雅さが不似合いな厳格な作品。
- 大規模な合奏の作品。